# دژ انفرادی

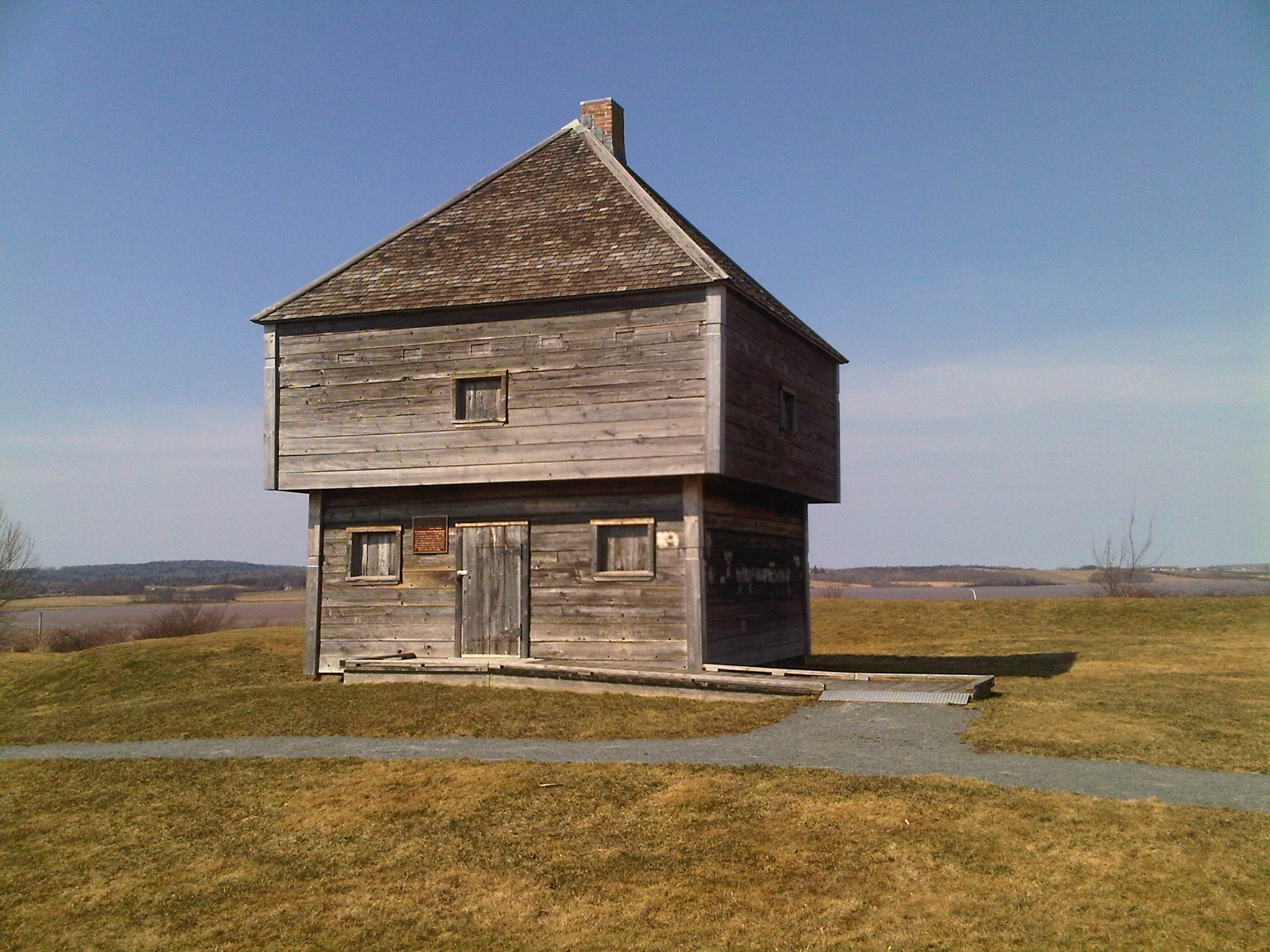
فورت ادوارد در نوا اسکوشیا، کانادا، ساخته ۱۷۵۰، قدیمی‌ترین دژ انفرادی باقی‌ماند در آمریکای شمالی است.

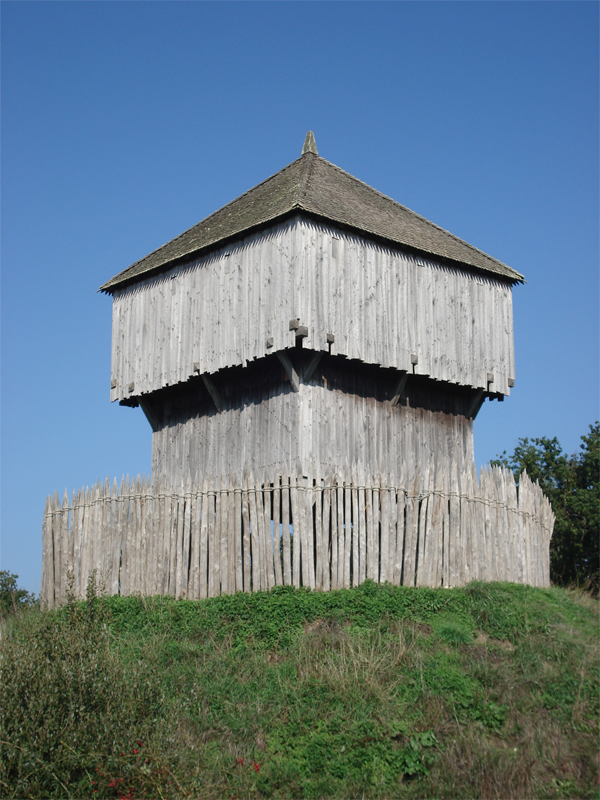
برجک دفاعی یک دژ انفرادی در فرانسه.

دژ انفرادی (به انگلیسی: Blockhouse) نوعی از استحکامات کوچک است که معمولاً از یک یا چند اتاق با سوراخ تیراندازی تشکیل شده‌است و به مدافعان آن اجازه می‌دهد تا در جهات مختلف شلیک کنند.
این نوع استحکامات معمولاً یک دژ مستقل به شکل یک ساختمان واحد است که به عنوان یک نقطه قوت دفاعی در برابر هر دشمنی که فاقد ادوات محاصره یا در دوران معاصر، توپخانه، نیروی هوایی و موشک کروز باشد، عمل می‌کند. استحکاماتی که برای مقاومت در برابر این سلاح‌ها طراحی شده‌است، بیشتر به عنوان قلعه یا حصار شناخته می‌شوند، یا در دوران مدرن، یک پناهگاه زیرزمینی محسوب می‌شوند. با این حال، یک سنگر انفرادی می‌تواند به یک اتاق در داخل یک استحکامات بزرگ‌تر، معمولاً یک آتشبار یا دژ کوچک، نیز اشاره داشته باشد.